# Vito Pallavicini
Vito Pallavicini (Vigevano, 22 de abril de 1924 – 16 de agosto de 2007) fue un letrista y compositor italiano.

## Biografía
Pallavicini comenzó su carrera como periodista, fundando en 1950 la revista semanal L'informatore vigevanese. Hizo su debut profesional como letrista en 1959 coescribiendo con Pino Massara la canción "Amorevole" para Nicola Arigliano, y poco después "Ghiaccio bollente" pata Tony Dallara. Su primer éxito llegó en 1961, con la Mina "Le mille bolle blu".
Pallavicini es conocido por su asociación profesionak con los compositores Pino Donaggio, con el que compuso la canción "Io che non vivo (senza te)", y Paolo Conte, con el que coescribió éxitos como "Tripoli '66" para Patty Pravo, "Azzurro" para Adriano Celentano y "Insieme a te non ci sto più" para Caterina Caselli. Otros trabajos suyos son "Nel sole" de Albano Carrisi,  "Svalutation" de Adriano Celentano, "È l'uomo per me" de Mina, "Amore scusami" de John Foster, "Ciao Ciao" de Petula Clark,  "Un bacio piccolissimo" de Robertino y Bobby Rydell, "Deborah" de Fausto Leali y Wilson Pickett, "La filanda" y "Nessuno di voi" de Milva,   "Messico e nuvole" de Enzo Jannacci, "Come potrei dimenticarti" de Tony Dallara , "Stasera no no no" de Remo Germani, "Amore fermati" de Fred Bongusto, "Serenata" de Toto Cutugno, "Nostalgia canaglia" de Al Bano & Romina Power y "Cara terra mia".